# Мосандер, Карл Густав
Карл Густав Мосандер (швед. Carl Gustaf Mosander; 10 сентября 1797, Кальмар — 15 октября 1858, Дроттнингхольм, Лен Стокгольм) — шведский врач и химик. Первооткрыватель лантана (1839), эрбия (1843), тербия (1843).

## Биография
Карл Густав Мосандер родился 10 сентября 1797 года в Кальмаре (Лен Стокгольм, сейчас Швеция), где и пошел в школу.
В 12 лет мальчик переехал с матерью в Стокгольм, где начал обучаться аптечному делу. В 1817 году сдал экзамены на аптекаря.
Работая аптекарем, заинтересовался медициной и в 1820 году поступил в Каролинский институт, который закончил со степенью магистра хирургии в 1825 году.
После окончания института в течение нескольких лет служил военным хирургом.
По завершении хирургической карьеры, становится преподавателем химии в Каролинском институте и ассистентом в Минералогической коллекции Шведского музея естественной истории. Обучался и долгое время жил в квартире Йёнса Берцелиуса. С 1832 года был его ассистентом, а после отставки — в 1836 году становится преемником в должности профессора химии и фармакологии Каролинского института.
В 1826 году Мосандер предположил, что в цериевой земле, помимо церия, содержится оксид другого элемента, после чего начал тщательное исследование соединений церия.
В 1833 году Карл Густав Мосандер был избран членом Королевской шведской академии наук.
В 1839 году, изучая соединения церия, обнаруживает лантан (от греч. «скрываться»), в результате исследования частично разложившихся образцов нитрата церия.
В том же — 1839 году сообщает об открытии ещё одного элемента «дидима». Однако в 1885 году австрийский химик К. Ауэр фон Вельсбах показал, что дидим является смесью двух редкоземельных элементов — неодима и празеодима.
В 1843 году, применяя аналогичные предположения к иттриевой земле, открыл ещё два элемента эрбий и тербий.
Скончался 15 октября 1858 года в Ловёне (Лен Стокгольм, сейчас Швеция).
В честь Мосандера назван содержащий церий минерал мозандрит (хотя правильнее его было бы назвать мосандритом).